# Бенишу, Поль
Поль Бенишу (фр. Paul Bénichou, 19 сентября 1908, Тлемсен — 14 мая 2001, Париж) — французский филолог, историк литературы и культуры Нового времени.

## Биография
Из семьи сефардов, родился в Алжире. Получил блестящее образование — сначала в парижском лицее Людовика Великого, затем — в Эколь Нормаль, где его однокашниками были Жан-Поль Сартр, Морис Мерло-Понти, Раймон Арон. В студенческие годы был близок к сюрреалистам. С начала 1940-х вместе с семьёй жил в Буэнос-Айресе, преподавал в созданном Роже Каюа Французском институте, познакомился с Борхесом, которого впоследствии переводил вместе со своей дочерью Сильвией Рубо-Бенишу (род. 1935), занялся, среди прочего, историей испанской литературы. Начал публиковаться в 1943 на испанском языке.
Похоронен на кладбище Пер-Лашез.
Дочь — Сильви Рубо-Бенишу (супруга писателя Жака Рубо).
Племянник — журналист Пьер Бенишу (род. 1938).

## Научные интересы
Основные труды Бенишу посвящены современной (модерной) эпохе и, в частности, особой роли писателя, представление о которой было сформировано Просвещением и укрепилось усилиями романтиков. Эрозия этого представления со стороны «меркантильного» буржуазного общества и католической церкви, соперничавшей с литературой за авторитет, породило феномен интеллектуального разочарования, образцы которого Бенишу исследовал на примере творчества и биографий Мюссе, Нодье, Нерваля, Теофиля Готье, Бодлера, Флобера, Малларме.

## Крупнейшие публикации
- Morales du Grand Siècle (1948, многократно переиздавалась)
- L'écrivain et ses travaux (1967, премия Эмиля Фаге, присуждаемая Французской Академией)
- Creación poética en el romancero tradicional (1968, на исп. яз.)
- Nerval et la chanson folklorique (1970)
- Le Sacre de l'écrivain 1750—1830 (1973)
- Le Temps des prophètes: Doctrines de l'âge romantique (1977)
- Les Mages romantiques (1988)
- L'École du désenchantement: Sainte-Beuve, Nodier, Musset, Nerval, Gautier (1992)
- Selon Mallarmé (1995)
- Varietés critiques de Corneille à Borges (1996)
- Romantismes français I—II (2004; переиздание 4-х монографий о романтизме 1973—1992)

## Публикации на русском языке
- На пути к светскому священнослужению: «литератор» и новая вера// Новое литературное обозрение, 1995, № 13, с. 215—236

## Преподавательская деятельность
В 1949—1958 преподавал, как и его упомянутые выше сотоварищи по Эколь Нормаль, в парижском лицее Кондорсе. Позднее преподавал французскую литературу в Гарвардском университете (1959—1979).

## Признание
Член Американской академии искусств и наук (1976). Труды Бенишу переведены на многие языки и относятся к числу образцовых.